# Pseudocercospora persicariae
Pseudocercospora persicariae är en svampart som först beskrevs av W. Yamam., och fick sitt nu gällande namn av Deighton 1976. Pseudocercospora persicariae ingår i släktet Pseudocercospora och familjen Mycosphaerellaceae.   Inga underarter finns listade i Catalogue of Life.